# 松岡藩 (常陸國)
松岡藩（日语：／ Matsuoka-han */?），又稱為松岡領（日语：／ Matsuoka-ryō */?）、手綱藩（日语：／ Teduna-han */?）或常陸松岡藩（日语：／ Hitachimatsuoka-han */?）是位於日本常陸國多賀郡下手綱（現茨城縣高萩市下手綱）的藩，成立於慶長7年9月30日（1602年11月13日），元和8年（1622年）9月一度廢藩，正保3年（1646年）時劃為水戶藩御附家老中山信政的領地，明治元年1月24日（1868年2月17日）從水戶藩獨立，明治4年7月14日（1871年8月29日）廢藩置縣。松岡藩高峰期石高是四萬石，藩廳除了寶永4年（1707年）至享和3年11月29日（1804年1月11日）期間是太田城外，其餘時期均是松岡城，藩校是在萬延元年（1860年）1月設立的就將館，人口是2,842戶12,805人。
江戶藩邸方面，上屋敷最早設於小石川的水戶藩邸內（現東京都文京區後樂一丁目的小石川後樂園至東京巨蛋一帶），元祿12年12月30日（1700年2月18日）拜領牛込赤城脇的屋敷為上屋敷（現東京都新宿區白銀町的白銀公園）。下屋敷方面，在寬政10年8月17日（1798年9月26日）拜領目白臺的屋敷為下屋敷（現文京區關口二至三丁目一帶），其中一部分在文化14年9月28日（1817年11月7日）相對替至牛込築土下（現新宿區白銀町和神樂坂四至五丁目一帶），目白臺的下屋敷在萬延元年12月23日（1861年2月2日）再有一部分相對替至牛込築土下的下屋敷。抱屋敷方面，分別有位於小石川林町的屋敷（現文京區千石一丁目、二丁目和四丁目一帶），以及在寬政4年（1792年）、寬政7年（1795年）、寬政9年（1797年）、享和2年（1802年）和文政10年（1827年），先後拜師的下戶塚村的屋敷（現新宿區戶塚町一丁目以及西早稻田一至三丁目一帶）。

## 歷史
在水戶城主佐竹氏轉封至出羽久保田藩後的慶長7年9月30日（1602年11月13日），戶澤政盛從出羽角館約四萬四千石轉封至常陸國小河（現茨城縣小美玉市小川的小川城跡）四萬石，領地分佈於多賀郡和茨城郡。慶長10年（1605年）9月，政盛在下手綱修建龍子山城，慶長11年（1606年）4月完工後改稱為松岡城，並且以此為根據地，稱為松岡領。元和8年10月19日（1622年11月21日），戶澤氏加增至出羽新庄藩六萬石，松岡領北部一萬石劃入赤館領（棚倉藩），南部三萬石則劃入水戶藩。
正保3年（1646年），水戶藩御附家老中山信政獲賜松岡為領地，表高二萬石，寶永4年（1707年）將根據地遷移至是久慈郡太田的太田城，寶永年5月25日（1708年7月12日）獲加增太田附近五千石。寶永6年（1709年）10月，中山氏的領地一度被視為水戶藩別高，雖然在翌年便廢除，但是在寬保2年（1742年）又再次被視為水戶藩別高。正德2年5月19日（1712年6月22日），堀田一幸四男作為中山信順的養子而繼任，即中山信昌。明和8年7月18日（1771年8月28日），水戶藩主德川宗翰九男作為中山政信的養子而繼任，即中山信敬。
享和3年11月29日（1804年1月11日），信敬請求回歸舊領松岡獲准，領有多賀郡29村以及七處新田。文政5年（1822年）5月，在高戶村設置外國船遠見番所，其後在文政7年（1824年）5月大津濱事件爆發時，松岡領也有出兵戒備。文政8年11月20日（1825年12月29日），開始私自以城來稱呼松岡館。文政11年8月20日（1828年9月28日），常陸府中藩主松平賴說次男作為中山信情的養子而繼任，即中山信守。天保元年（1831年），廢除松岡別高的稱呼，天保4年（1833年）1月中山氏的領所和領知等統稱為領地，天保12年（1841年）獲准每月定期前往江戶城。
弘化元年（1845年）5月，水戶藩主德川齊昭被江戶幕府處以致仕謹慎時，信守也同時被處以差控。安政6年（1859年）8月，安政大獄爆發，齊昭被處以蟄居，中山信寶也被處以差控。元治元年（1864年）3月，天狗黨之亂爆發後，松岡領也曾經多次出兵。明治元年1月24日（1868年2月17日），松岡領正式從水戶藩獨立，改稱為松岡藩。同年2月26日（3月19日），中山信徵奉命處理水戶藩的政事。戊辰戰爭爆發後的明治元年10月1日（11月14日），支持新政府軍的松岡藩在水戶戒備期間與水戶藩佐幕派藩士市川弘美（諸生黨）等人爆發衝突，即弘道館戰爭。明治4年7月14日（1871年8月29日）廢藩置縣。

## 歷任藩主
| 大名家 | 家格              | 藩主     | 石高              |
| ------ | ----------------- | -------- | ----------------- |
| 戶澤氏 | 外樣大名 城主大名 | 戶澤政盛 | 四萬石            |
| 中山氏 | 御附家老 無城     | 中山信吉 | 二萬石            |
| 中山氏 | 御附家老 無城     | 中山信政 | 二萬石            |
| 中山氏 | 御附家老 無城     | 中山信治 | 二萬石            |
| 中山氏 | 御附家老 無城     | 中山信行 | 二萬石            |
| 中山氏 | 御附家老 無城     | 中山信成 | 二萬石            |
| 中山氏 | 御附家老 無城     | 中山信敏 | 二萬石→二萬五千石 |
| 中山氏 | 御附家老 無城     | 中山信順 | 二萬五千石        |
| 中山氏 | 御附家老 無城     | 中山信昌 | 二萬五千石        |
| 中山氏 | 御附家老 無城     | 中山政信 | 二萬五千石        |
| 中山氏 | 御附家老 無城     | 中山信敬 | 二萬五千石        |
| 中山氏 | 御附家老 無城     | 中山信情 | 二萬五千石        |
| 中山氏 | 御附家老 無城     | 中山信守 | 二萬五千石        |
| 中山氏 | 御附家老 無城     | 中山信寶 | 二萬五千石        |
| 中山氏 | 譜代大名 無城     | 中山信徵 | 二萬五千石        |

## 領地
松岡藩的領地如下，基於相給也有可能同時是皇室領、公家領、幕府領、其他藩領、旗本領或寺社領。
| 令制國 | 郡     | 町村數目 | 領地 |
| ------ | ------ | -------- | --- |
| 常陸國 | 多賀郡 | 29村     | 上君田村、下君田村、島名村、高萩村、安良川村、高戶村、赤濱村、小野矢指村、下櫻井村、上櫻井村、松井村、粟野村、日棚村、下手綱村、上手綱村、秋山村、中戶川新田、大能村、足洗村、石岡村、豐田村、橫川村、若栗新田、內野村、磯原村、上相田村、大塚村、木皿村、大津村 |

### 註解
1. ↑  別高是指在藩的石高中特別區分出來的一部分，相當於小藩般的存在[9]。